# Peter Bro
Peter Bro (født 12. oktober 1972 ) er en dansk professor, forsker og siden 2010 leder af Center for Journalistik på SDU.
Bro er uddannet Cand.comm. fra RUC (1992-1999) og ph.D fra SDU på den daværende afdeling for journalistik (1999 - 2003).
Han er forfatter til en række forskningsartikler og bøger som bl.a. fokuserer på innovation af journalistik, civic journalism og konstruktiv journalistik.
I 2010 blev Bro indsat som leder af Center for Journalistik ved Syddansk Universitet. I 2022 udpeget som juryformand til Folkets Journalistpris, der uddeles for første gang i sommeren 2022.